# زافير ترويسديل
زافير لامار ترويسديل (بالإنجليزية: Xavier Lamar Truesdell)‏ (المعروف أيضًا باسم اكس ال من مواليد 30 أكتوبر 1985 في شيكاغو، إلينوي) هو ممثل أمريكي وعارض أزياء ومغني وكاتب أغاني ومنتج. ظهر لأول مرة في الحلقة التجريبية من المسلسل الدرامي التلفزيوني لاس فيغاس (2003).

## وصلات خارجية
- زافير ترويسديل على موقع IMDb (الإنجليزية)